# L'Aiguillon-sur-Mer
L'Aiguillon-sur-Mer è un comune delegato del comune di L'Aiguillon-la-Presqu'île, nel dipartimento della Vandea nella regione dei Paesi della Loira. In precedenza comune autonomo, il 1º gennaio 2022 è confluito insieme a La Faute-sur-Mer nel nuovo comune di L'Aiguillon-la-Presqu'île.

## Società

### Evoluzione demografica
Abitanti censiti